# Давід Режис
Давід Режис (англ. David Regis, фр. David Régis, нар. 2 грудня 1968, Ла-Триніте, Мартиніка) — американський футболіст французького походження, що грав на позиції захисника.
Виступав, зокрема, за клуби «Страсбур» та «Мец», а також національну збірну США.

## Клубна кар'єра
У дорослому футболі дебютував 1988 року виступами за команду клубу «Валансьєнн», в якій провів п'ять сезонів, взявши участь у 100 матчах чемпіонату. 
Своєю грою за цю команду привернув увагу представників тренерського штабу клубу «Страсбур», до складу якого приєднався 1993 року. Відіграв за команду зі Страсбурга наступні три сезони своєї ігрової кар'єри. Більшість часу, проведеного у складі «Страсбура», був основним гравцем захисту команди.
Згодом з 1996 по 1998 рік грав у складі команд клубів «Ланс» та «Карлсруе СК».
1998 року уклав контракт з клубом «Мец», у складі якого провів наступні чотири роки своєї кар'єри гравця. 
Протягом 2002—2005 років захищав кольори команди клубу «Труа».
Завершив професійну ігрову кар'єру у бельгійському «Блєйд», за команду якого виступав протягом 2005—2008 років.

## Виступи за збірну
Через те, що дружина Режиса була американкою, у нього з'явилась можливість зіграти за збірну США. Тодішній тренер американців Стів Семпсон пообіцяв йому місце у стартовому складі, якщо Режис прийме американське громадянство. 20 травня 1998 року він став натуралізованим американцем, а вже через три дні дебютував у складі національної збірної США у матчі проти Кувейту. Протягом кар'єри у національній команді, яка тривала 5 років, провів у формі головної команди країни 27 матчів.
У складі збірної був учасником чемпіонату світу 1998 року у Франції та чемпіонату світу 2002 року в Японії і Південній Кореї.